# Strafuitvoeringsrechtbank

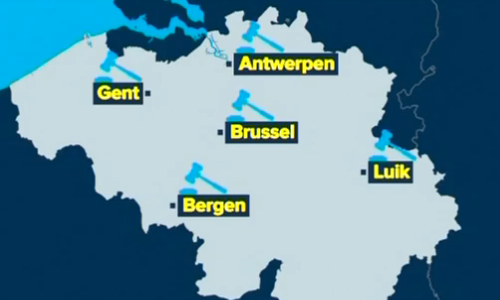
Locatie van de Strafuitvoeringsrechtbanken.

De Belgische strafuitvoeringsrechtbanken (SURB) zijn rechtbanken die moeten waken over de uitvoering van de straffen, uitgesproken door de hoven en rechtbanken.

De rechtbank is samengesteld uit een voorzitter, de strafuitvoeringsrechter (SUR), en twee assessoren.
Deze strafuitvoeringsrechtbanken zijn in werking sinds 1 februari 2007, en zijn ontstaan in de nasleep van de zaak-Dutroux.

## Organisatie
De strafuitvoeringsrechtbank is een kamer bij de rechtbank van eerste aanleg, naast de burgerlijke, correctionele en jeugdkamer.

In elk rechtsgebied van het Hof van beroep bevindt zich een strafuitvoeringsrechtbank: in totaal zijn er 6 aangezien er zich 2 in Brussel bevinden (Franstalig en Nederlandstalig).

## Bevoegdheden: drie domeinen

### Strafuitvoeringsmodaliteiten
- Beperkte detentie

Veroordeelde mag de gevangenis verlaten voor een maximum van 16 uren per dag.
- Elektronisch toezicht

Veroordeelde ondergaat zijn straf buiten de gevangenis volgens een bepaald plan, waarvan de naleving onder meer door elektronische middelen wordt gecontroleerd.
- Voorwaardelijke invrijheidstelling (vroeger was de Commissie voor voorwaardelijke invrijheidstelling hiervoor bevoegd)

Veroordeelde ondergaat zijn straf buiten de gevangenis, mits naleving van de voorwaarden die hem gedurende een bepaalde proeftijd worden opgelegd.
- Voorlopige invrijheidstelling

Deze strafuitvoeringsmodaliteiten worden toegekend door de strafuitvoeringsrechter indien het totaal van de straffen drie jaar of minder bedraagt. Wat de straffen betreft waarvan het totaal meer dan drie jaar bedraagt, worden de modaliteiten toegekend door de strafuitvoeringsrechtbank.